# پرویز فنی‌زاده
پرویز فنّی‌زاده (۷ بهمن ۱۳۱۶ – ۵ اسفند ۱۳۵۸) بازیگر تئاتر، سینما و تلویزیون ایرانی بود.

## زندگی
فنی‌زاده در تهران زاده شد. پیش از آن که فعالیت هنری را آغاز کند حروف‌چین و مصحح روزنامه اطلاعات بود.

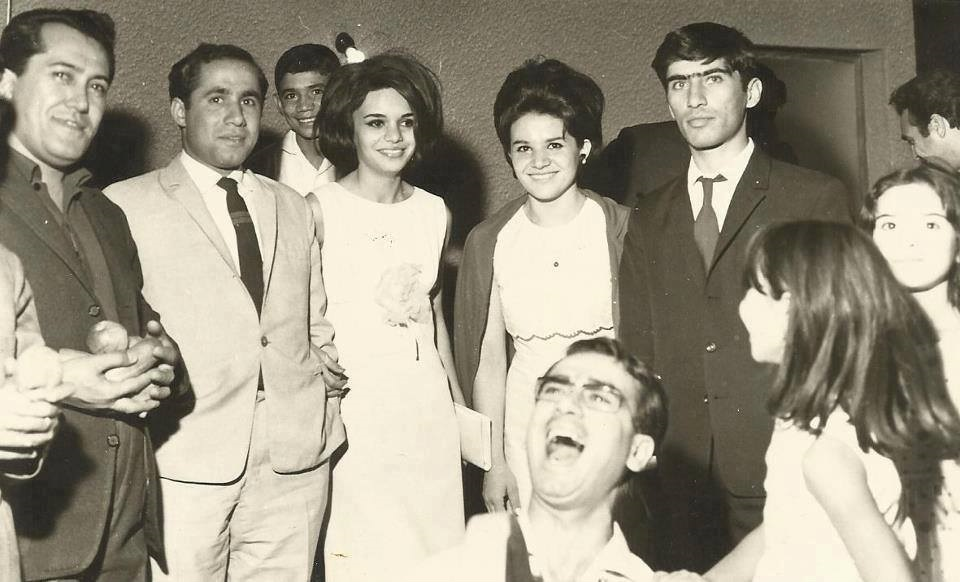
عکس عروسی بهرام بیضایی، ۱۳۴۴ - از راست: بهرام بیضایی، اعظم رامین فر، پروین صیاد، پرویز صیاد، احمد ابرهیمی، نشسته: پرویز فنی زاده

وی در سال ۱۳۳۷ در کلاس‌های هنرهای دراماتیک شرکت نمود. او در سال ۱۳۳۷ «گروه تئاتر گل سرخ» را با همکاری چند تن از دوستانش تشکیل داد و بعدها به «گروه پاسارگاد» پیوست و فعالیت هنری‌اش را در تئاتر دنبال کرد. فنی‌زاده در سال ۱۳۴۵ به استخدام اداره هنرهای دراماتیک (اداره برنامه‌های تئاتر) درآمد.
او در سال ۱۳۵۲ به خاطر بازی در فیلم رگبار جایزه بهترین نقش اول مرد را از جشنواره سینمایی سپاس گرفت. وی در مدت ۲۰ سال کار هنری در بیش از ۱۹ فیلم سینمایی، از جمله گاو، تنگسیر و گوزنها؛ و ۷۰ نمایش، از جمله پهلوان اکبر می‌میرد، نقش بازی کرد. وی پس از بازی در دو سریال تلویزیونی سلطان صاحبقران و دایی‌جان ناپلئون، به محبوبیت زیادی دست یافت.
پرویز فنی‌زاده پدر دنیا فنی‌زاده، هنرمند عروسک‌گردان بود.

## درگذشت
.

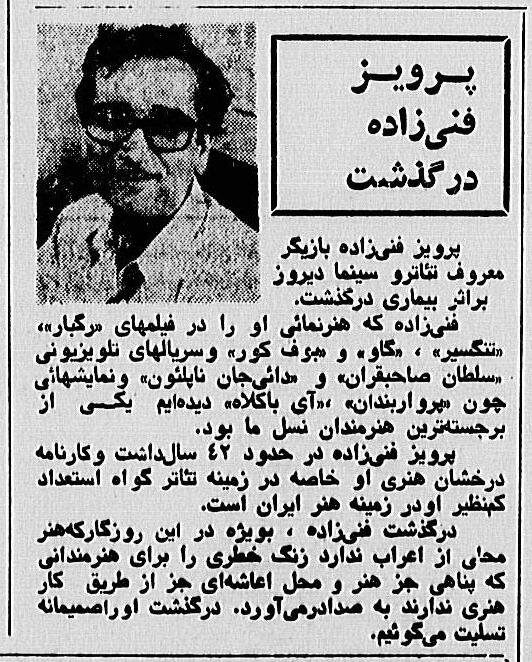
اعلامیه درگذشت پرویز فنی‌زاده - روزنامه اطلاعات، ۵ اسفند ۱۳۵۸

پرویز فنی‌زاده در ۵ اسفند ۱۳۵۸ بر اثر بیماری کزاز در ۴۲ سالگی در بیمارستان ایرانمهر تهران درگذشت و در بهشت زهرا به خاک سپرده شد. نقش او در فیلم سینمایی «اعدامی» که وی در آن زمان در آن مشغول ایفای نقش بود، با مرگش ناتمام ماند و رضا کرم رضایی در آن فیلم به جای او بازی کرد.

## فیلم سفید ناب
در سال ۱۴۰۰، فیلم سفید ناب دربارهٔ زندگی پرویز فنی‌زاده به کارگردانی فرناز تبریزی و پوریا نوری ساخته شد.
این فیلم در همان سال ۱۴۰۰ مصادف با چهل و دومین سالمرگ زنده‌یاد پرویز فنی زاده در برنامهٔ آپارات بی‌بی‌سی فارسی به همراه گفتگو با تقی مختار بازیگر، نویسنده و کارگردان پیش از انقلاب، فرحناز غلامپور کارشناس هنرهای نمایشی و علیرضا بهبهانی مستندساز پخش شد .
در توضیح این فیلم آمده؛ گفت دروغ چرا، تا قبر آ، آ، آ، آ؛ اما آی آخر را هنوز به آخر نرسانده، در یک همچنین روزی، در پنجم اسفند ۱۳۵۸، خودش را به قبر رساند تا ستاره‌ای غریب در صحنه نمایش و سینمای ایران غروب کند.

## آثار

آرامگاه پرویز فنی‌زاده با دیالوگ مشهورش در سریال دایی جان ناپلئون

نمایش
- در منطقه جنگی
- مستأجر
- فرانسوا
- پرواربندان
- وای بر مغلوب
- یک نوکر و دو ارباب
- حسن کچل
- خوشا به حال بردباران
- مرده‌های بی‌کفن و دفن
- باغ وحش شیشه‌ای
- استثنا و قاعده
- سرگذشت مرد خسیس
- سرباز لاف‌زن
- خبرچین
- استحاله
- دست بالای دست
- جعفرخان از فرنگ برگشته
- جایی که صلیب گذاشته‌اند
- آی بی کلاه آی با کلاه
- چوب به دست‌های ورزیل
- پست‌خانه
- مترسکی در شب
- قطار سریع‌السیر سانتیاگو
- مسافران
- شش شخصیت در جست و جوی نویسنده
- گرگها

### سینمایی
- ۱۳۵۹ اعدامی (محمدباقر خسروی)
- ۱۳۵۷ سرخ‌پوست‌ها (غلامحسین لطفی)
- ۱۳۵۷ قدغن (علیرضا داودنژاد)
- ۱۳۵۷ باغ بلور (ناصر محمدی)
- ۱۳۵۶ جمعه (کامران قدکچیان)
- ۱۳۵۴ شام آخر (شهیار قنبری)
- ۱۳۵۴ بوف کور (کیومرث درم‌بخش)
- ۱۳۵۳ گوزن‌ها (مسعود کیمیایی)
- ۱۳۵۳ سفر بهاری (کیومرث درم بخش)
- ۱۳۵۲ تنگسیر (امیر نادری)
- ۱۳۵۲ قربون هرچی خوشگله (نظام فاطمی)
- ۱۳۵۱ غریبه (شاپور قریب)
- ۱۳۵۰ رگبار (بهرام بیضایی)
- ۱۳۴۸ گاو (داریوش مهرجویی)
- ۱۳۴۴ خشت و آینه (ابراهیم گلستان)

### تلویزیونی
- دایی جان ناپلئون - ناصر تقوایی
- سلطان صاحبقران - علی حاتمی